# WikiReader

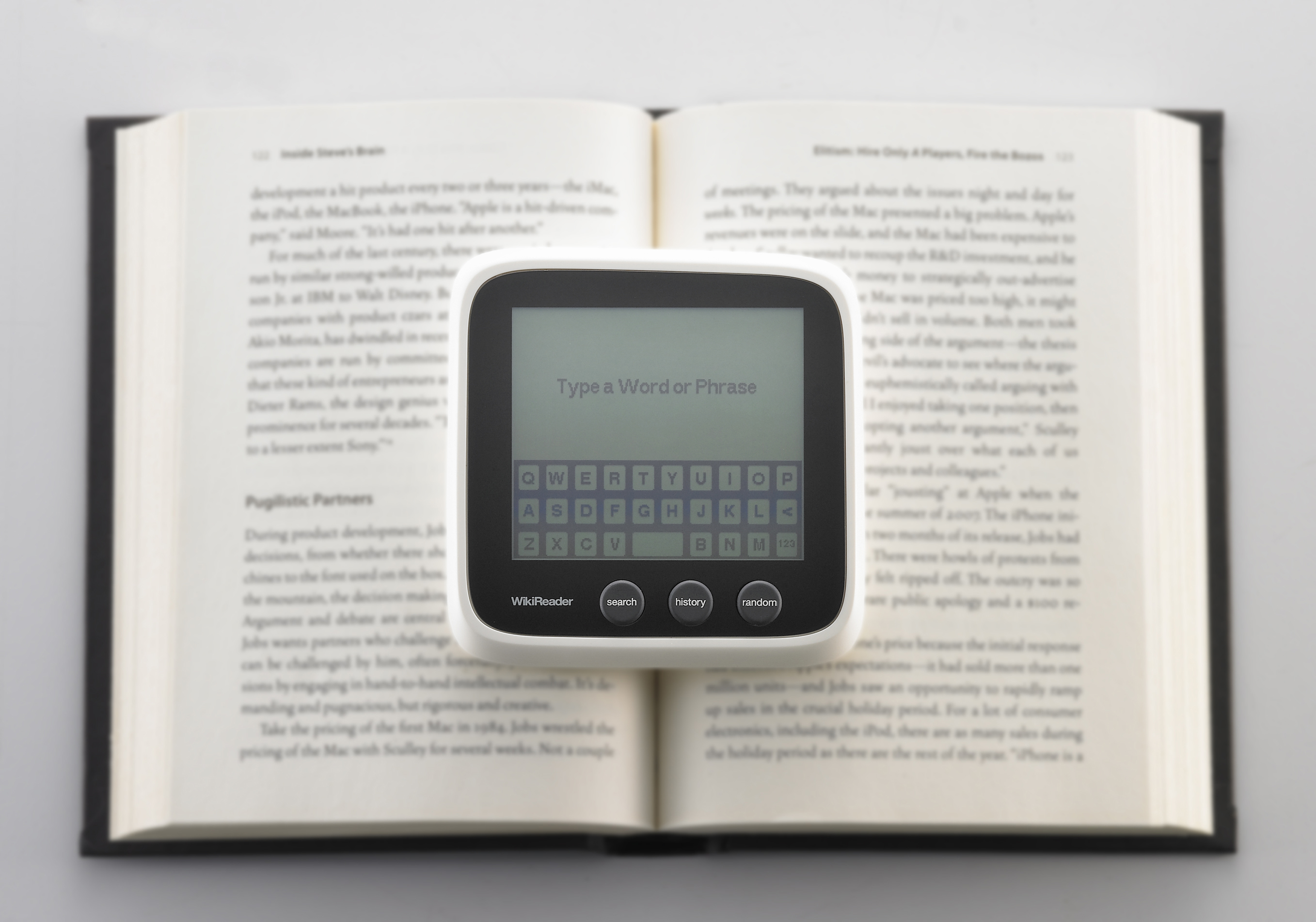
Ein WikiReader mit aktivierter Bildschirmtastatur

WikiReader war ein Projekt, das eine Textversion von Wikipedia auf einem Mobilgerät darzustellen ermöglichte. Das Projekt erhielt Unterstützung durch Openmoko. Der Quellcode wurde veröffentlicht.
Im Oktober 2009 stellte das Projekt einen portablen Offline-Reader für Wikipedia vor. Updates in verschiedenen Sprachen waren online verfügbar; so gab es Wikireaderversionen der englischen Wikipedia, Wiktionary, Wikiquote und dem Projekt Gutenberg, die zusammen auf einer vom Benutzer bereitgestellten SDHC-Speicherkarte (16 GB) installiert werden konnten. Im Unterschied zu Wikipedia selbst, weist das Gerät eine Kindersicherung auf.
Das Gerät kann auch Forth-Programme ausführen; eine einfache Taschenrechner-Applikation wird mitgeliefert.
Ende 2014 wurde die WikiReader-Website geschlossen, und damit auch das Projekt aus unbekannten Gründen eingestellt. Seitdem gibt es keine Datenbank-Updates mehr für die noch vorhandenen WikiReader. Geräte und selbsterstellte Updates sind nur mehr über den Sekundärmarkt erhältlich.

## Spezifikationen

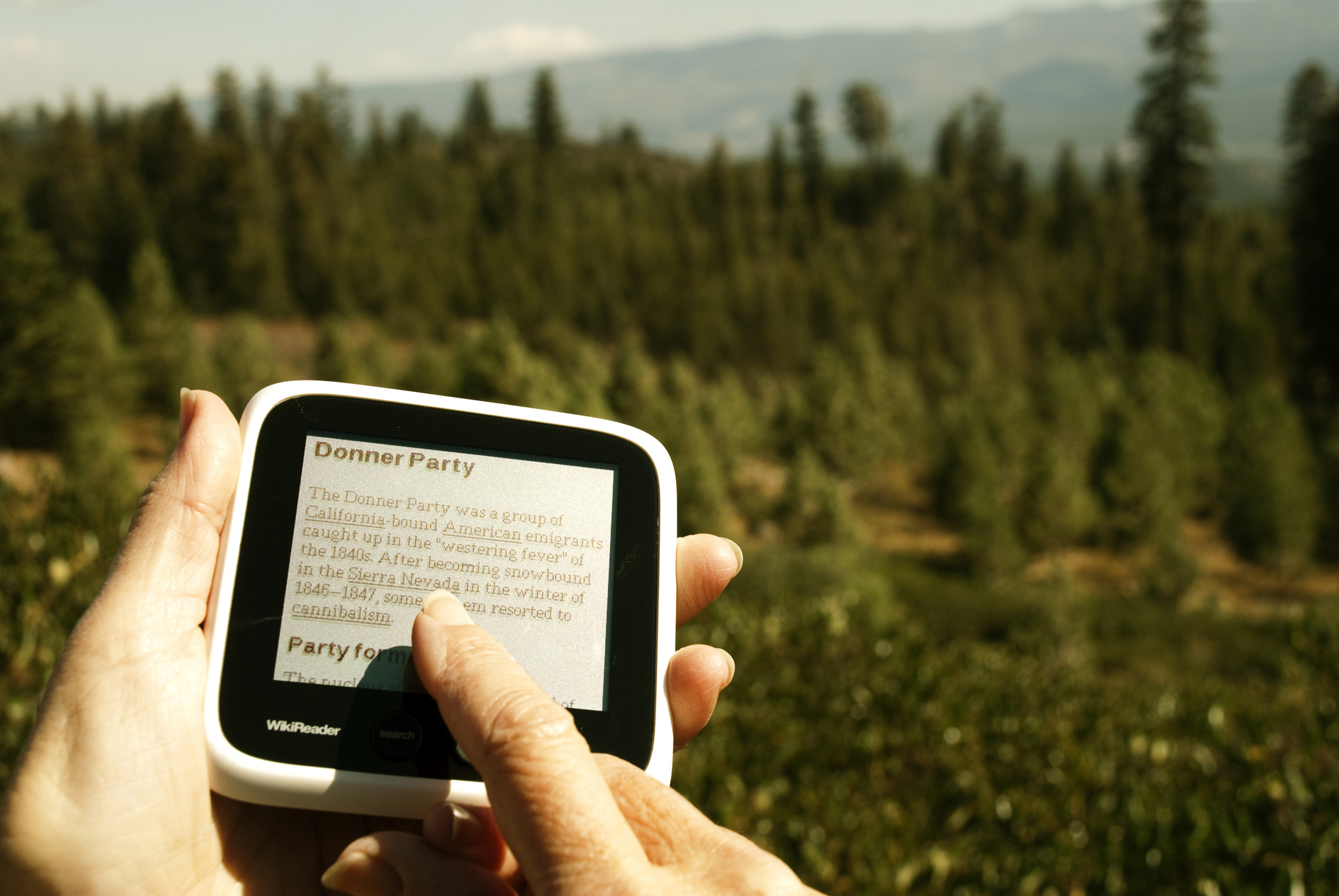
Ein WikiReader im Einsatz

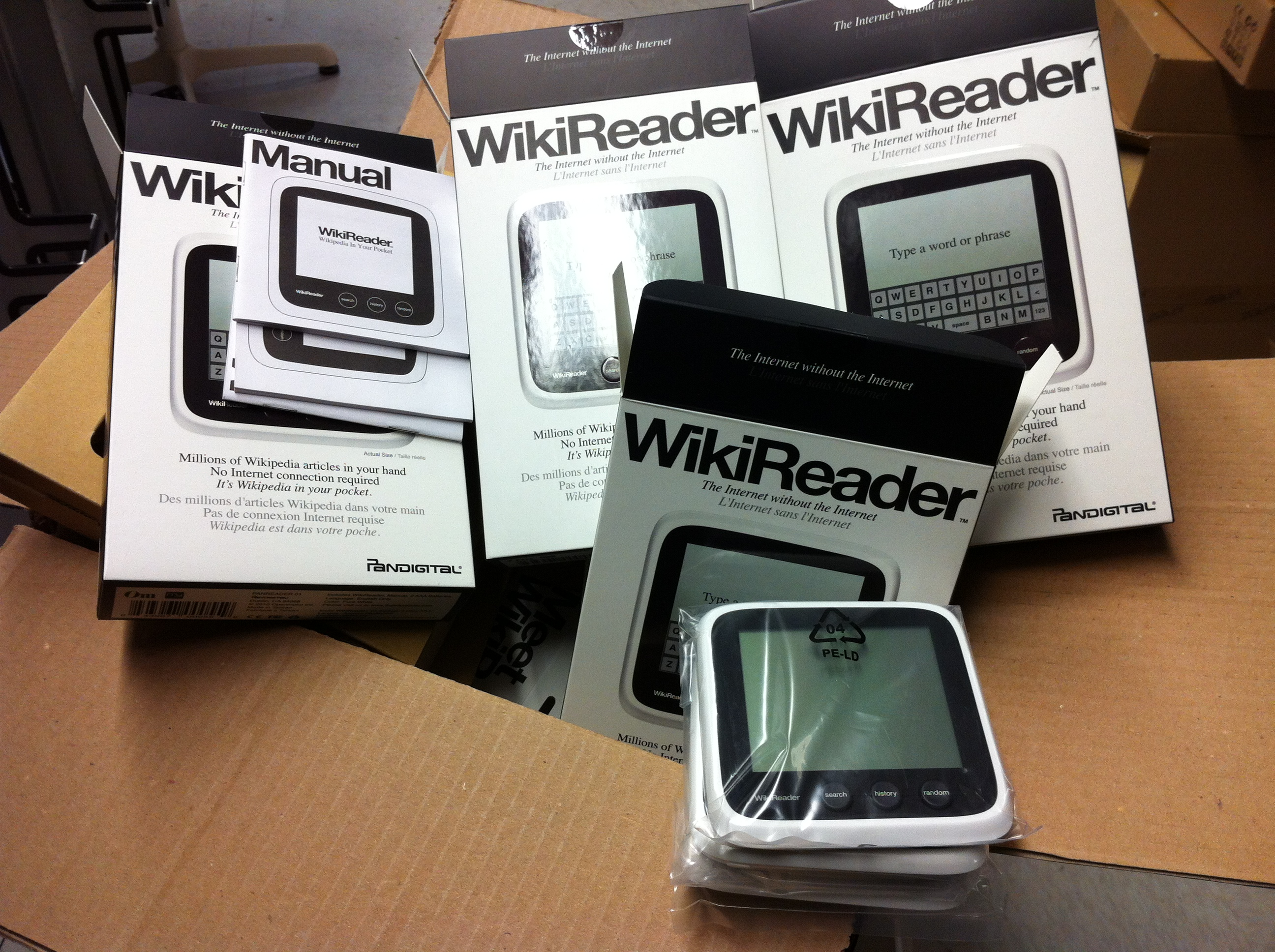
Wikireader in der Originalverpackung

| Bildschirm                   | monochromer LCD, 240×208 Pixel                                                                                             |
| Steuerung                    | kapazitiver Touchscreen mit Bildschirmtastatur, vier Knöpfe zur Bedienung des Geräts                                       |
| Prozessor                    | Epson S1C33 E07 Microcontroller mit 8 KB+2 KB internem Speicher                                                            |
| Firmware                     | 64 KB Flash-Speicher |
| Arbeitsspeicher              | 32 MB SDRAM |
| Speichermedium               | austauschbare microSD-Speicherkarte (SD oder SDHC, in den Speichergrößen 512 MB, 2 GB, 4 GB, 8 GB sowie 16 GB unterstützt) |
| Unterstützte Speicherformate | eigenes Format; ein Konverter für MediaWikis XML-Export-Format ist verfügbar                                               |
| Abmessungen                  | 100 mm × 100 mm × 20 mm (3,9 × 3,9 × 0,8 Zoll)                                                                             |
| Gewicht                      | 120 g |
| Sprache                      | Englisch |
| Garantie                     | 90 Tage |
| Stromversorgung              | zwei AAA-Batterien, Laufzeit etwa 90 Stunden; entsprechend 1 Jahr normaler Nutzung laut Herstellerangabe                   |

## Einschränkungen
- Nur-Text-Display: Das WikiReader-Gerät kann ausschließlich Text anzeigen. Es werden daher keine Wikipedia-Bilder gespeichert oder dargestellt.[11]
- Tabellen: Der WikiReader zeigt keinen Artikeltext an, der sich innerhalb einer Wikipedia-Tabelle befindet.
- HTML „Spezialzeichen“: WikiReader kann bestimmte HTML-Sonderzeichen (Entitäten) im Artikeltext der Wikipedia nicht verarbeiten, diese werden daher am Display nicht angezeigt.
- Mathematische Formeln: Die Originalversion von WikiReader konnte noch keine mit LaTeX (siehe mathematische Ausdrücke) als Formel kodierte Informationen in Wikipedia-Artikeln anzeigen. Dieser Umstand wurde mit einem optionalen Firmware-Update behoben, die auf neueren WikiReadern vorinstalliert ist.
- Umgang mit ausgelassener Information: WikiReader liefert keinen Hinweis auf Lücken bei ausgelassenen Stellen in einem Artikel. Dies betrifft z. B. Bilder, Tabellen und mathematische Formeln sowie andere Informationen, die nicht in das Textformat umgewandelt werden konnten und einfach ausgelassen werden, ohne dabei Rückschlüsse auf die entstandene Informationslücke zu ermöglichen.
- Suchfunktion: Die Suchmöglichkeiten des WikiReaders sind sehr rudimentär. Es gibt keine Möglichkeit zur Volltextsuche. Es kann nur nach Lemmas von Wikipedia-Artikeln gesucht werden. WikiReader unterstützt die Vorschlagssuche bei Artikellemmas, angefangen mit dem ersten Buchstaben eines Lemmas. Suchbegriffe müssen richtig angegeben werden. Die Suche mit Wildcard wird nicht unterstützt.